# ISO 3166-2:CW
ISO 3166-2:СW — стандарт Международной организации по стандартизации, который определяет геокоды. Является подмножеством стандарта ISO 3166-2, относящимся к Кюрасао. Стандарт охватывает остров Кюрасао. Геокод состоит из: кода Alpha2 по стандарту ISO 3166-1 для острова Кюрасао — СW. Одновременно Кюрасао присвоен геокод второго уровня — NL-СW как субъекту федерации Королевства Нидерландов. Геокод является подмножеством кода домена верхнего уровня — СW, присвоенного Кюрасао в соответствии со стандартами ISO 3166-1.

## Геокоды Кюрасао
| Название | Alpha2 | Alpha3 | цифровой | Геокод по ISO 3166-2 | Статус            |
| -------- | ------ | ------ | -------- | -------------------- | ----------------- |
| Кюрасао  | СW     | CUW    | 531      | NL-СW                | субъект федерации |

## Геокоды пограничных Кюрасао государств
- Аруба — ISO 3166-2:AW (на северо-западе (морская граница)),
- Бонайре, Синт-Эстатиус и Саба — ISO 3166-2:BQ (на востоке (морская граница с островом Бонайре)),
- Венесуэла — ISO 3166-2:VE (на юге (морская граница)).